# P&G製品一覧
これは日本国内においてP&Gのブランドで現在製造している、または過去に製造された商品を列挙した一覧である。旧日本サンホーム、第一工業製薬、旧丸見屋→ミツワ石鹸、旭電化工業(現ADEKA)、旧日本ヴィックス、旧ファインケア→ウエラジャパン、旧ジレット・ジャパン、ブラウン・ジャパン、旧アイムス・ジャパン製品も含まれる。

## 洗剤・ファブリックケア製品
- 現在
  - アリエール - 洗濯用洗剤。衣類の洗浄・除菌・抗菌・防臭、洗濯機のカビ防止を備える[1]。
  - ボールド - 柔軟成分入りの洗濯用洗剤。2011年9月より「ルミネス」以来となるおしゃれ着用洗剤(「ボールド 香りのおしゃれ着洗剤」)を追加。
  - レノア - 衣類用柔軟剤。
  - さらさ - 着色料無配合設計の洗濯用液体洗剤と柔軟剤のブランド。2009年9月に蛍光剤・漂白剤無添加の洗濯用液体洗剤として発売。2012年4月に柔軟剤「ふんわりさらさ」を順次発売。2016年1月に洗濯用液体洗剤のパッケージリニューアル時に「アリエール」ロゴが付加された。2020年8月のフルリニューアル時に漂白剤無添加のジェルボール洗剤を追加、同時にアリエールロゴが削除された。
  - ジョイ - 食器用洗剤。後発ながらコンパクト化の先陣を切り、2014年8月には濃縮化による更なるコンパクト化を実現して「ジョイコンパクト」に改名している。
    - 食洗機用ジョイ（旧ハイウォッシュジョイ） - 全自動食器洗浄機用洗剤。

  - ファブリーズ - 消臭剤。発売当初は衣類・布製品用消臭スプレーから始まったが、現在では室内用据置タイプや車のエアコン送風口に付けるクリップタイプなどいくつかの種類を追加されている。
- かつての製品
  - チアー - 衣料用洗剤。1999年に製造終了。日本でのP&G第1号商品。アリエールが登場する前は主力商品だった。
    - 全温度チアー
      - ダブル酵素全温度チアー - 有りん、大型洗剤。
      - 無りん全温度チアー

    - 速効パワーニューチアー
      - 速効パワーチアー
      - 液体速効パワーチアー

    - チアーエース
      - 無香料チアーエース
      - 液体チアーエース

    - レモンチアー - 消臭剤配合。大型洗剤は九州地区でテスト販売[2]。
      - 液体レモンチアー

    - ダブルクリーンチアー
    - スーパーチアー - コンパクト洗剤。

  - ルミネス - おしゃれ着洗剤。2006年4月中旬、北海道・東北・関東・甲信越・静岡で発売。デリケートな衣類を傷めずやさしく洗いながら、落ちにくかった皮脂汚れをすっきり落とすことができる。また世界初の技術で冷たい水や弱水流でもさっと溶けるパウダータイプ、さわやかなオレンジの香り、注ぎやすく量りやすいパッケージなどが特徴。モノゲンの後継として登場するも短期間で撤退。その後、P&Gオリジナルで液体タイプの「ボールド 香りのおしゃれ着洗剤」として復活。CMは浅野温子を起用。
  - バウンス - 衣類用柔軟剤。レノアの登場で消滅。
  - エースデリケートブリーチ - 衣類・住居用酸素系液体漂白剤。漂白剤として世界初(1999年当時)のウールマーク認定商品。
  - オール
    - 新オール

  - ボーナス - 衣料用液体洗剤。2009年製造終了。終了する直前はP&Gオリジナルの商品の中では最も古参だった。
    - 液体ボーナス
    - 部分洗い用ボーナス
    - 酵素ボーナス
    - ボーナス2000 - 液ダレしない新キャップ採用
    - ハイパワーボーナス - P&G初のコンパクト液体洗剤。詰替えパックはこの製品より設定された。
    - フルパワーボーナス
    - パワーボーナス
    - ボーナスパワークリーニング - 末期の製品

  - ハイウォッシュ - ハイウォッシュジョイに継承。
  - リンセード - 全自動食器洗浄機用乾燥仕上げ剤。現在はパナソニックより発売。
- 丸見屋→ミツワ石鹸
  - プラス (衣類用洗剤)
  - プラスZ (台所用洗剤)
  - ディズニー洗剤
- 第一工業製薬
  - モノゲンブランド - 晩年は売却を検討した事もあったが、買い手が現れなかったため売却できず。ルミネスの登場により消滅。なお、商標は現在も第一工業製薬が保有している。
    - DK300番 (モノゲンの前身)
    - モノゲン (日本で最初の合成洗剤(中性・高級アルコール系)) - 工業用は現在も第一工業製薬より販売継続。
    - モノゲンユニ - 最初は粉末のみであったが、P&G時代に液体も発売。同時期に無りん化もされた。ウールマーク認定商品（日本サンホーム時代以降）。末期の製品では、手洗い可能なドライマーク衣料も洗濯機で洗えた。この製品は最後まで粉末と液体が併売された。
    - モノゲンドライ&ウール - モノゲンユニの後継商品。ウォーターベース、ウールマーク認定商品。
    - モノゲンベビー (ベビー用・漂白剤配合)
    - モノゲンベビーコンパクト
    - モノゲンオール (弱アルカリ性洗剤)
      - 新オール - 小型化洗剤

    - モノゲンソフター (柔軟剤) - パンソフター (家庭用)を改称。
    - モノゲンブリーチ (塩素系漂白剤)
    - モノゲンラブリー (日本サンホーム時代)

  - アルコ - 日本で最初の中空粒状洗剤。
    - アルコブルー
    - アルコカラー
    - アルコアミラン
    - アルコロン
    - アルコエース
    - ニューアルコ

  - アルコL (台所用液体中性洗剤)
    - アルコL花 - 日本サンホームから発売。
    - アルコエル

  - ゲンブ ニュー粉せんたく - 現在のクリーニング店専売のゲンブ「ニューこなせっけんゲンブ」とは異なり、合成洗剤。
  - ナンバーワン
  - 玄武印マルセール石鹸 → ゲンブマルセル
  - ティーポール
  - ハイクック
- 旭電化工業
  - アデカクリーンヘビー
  - アデカクリーンL
  - アデカスーパー
  - テル (酸素系漂白剤)
    - テルキッチン
    - スーパーテル
- 日本サンホーム
  - パンチ
- 日本ヴィックス→P&Gヘルスケア
  - ミルトン (哺乳びん消毒液)【医薬品】 - 杏林製薬に事業譲渡。
    - ミルトンタブレット【医薬品】

  - ミルガード (おむつ洗浄用漂白剤)

## ギフト製品
アリエール・ボールドのギフト製品は各詳細記事を参照。
- スーパー・小売店向け
  - さらさホームセット - 液体洗剤「さらさ」を主体としたランドリー&キッチンセット。PGR-30Sのみの設定で、「さらさ」本体1本・つめかえ用3個に食器用洗剤「ジョイコンパクト オレンジピール成分入り」の本体・つめかえ用ペアがセットされる。2014年秋にセットされている「ジョイ」が濃縮タイプの「ジョイコンパクト」に変更してリニューアルした。

## ヘアケア・スキンケア製品
旧マックスファクターの製品については、P&Gプレステージを参照。
- 現在
  - ヴィダルサスーン
  - パンテーン
  - h&s
  - ハーバルエッセンス
  - ヘアレシピ - 2014年9月に発売された新ヘアケアブランド。
  - キメア - 2019年に発売された新ヘアケアブランド。
  - SK-II
  - オレイ（英語版）[3]
  - オーラルB 歯ブラシ/フロスピック/デンタルフロス/ソフトピック/歯間ブラシ
- かつての製品
  - リジョイ - リンスインシャンプー。2007年、h&sの発売に伴い消滅。
  - シャスタ (スキンケア)
  - インナーサイエンス
  - アイボリー - 現在は輸入代理店などが海外より輸入して販売している。
  - キャメイ (化粧石鹸) - 2014年12月、商標権をユニリーバに譲渡。
  - クレスト (電動歯ブラシ) - クラシエホームプロダクツ（旧カネボウホームプロダクツ）に事業譲渡。2010年に商品名を「スピンブラシ」に変更した。
  - マックスファクター - 2015年7月、米コティに売却。
- ファインケア→ウエラジャパン
  - ウエラ - 2016年10月、HFCプレステージジャパンに売却。
  - ウエラジェントルケア
  - ウエラクリニケア - パンテーンクリニケアに継承。
  - ダンシング
  - ニューウェーブ
  - ブリーチ&カラー
- 丸見屋→ミツワ石鹸
  - ミューズ - 旧ミツワ石鹸時代から続く古参ブランド。2008年5月にレキットベンキーザー・ジャパンに事業譲渡された。事業譲渡された後もP&Gが生産・販売を受託し営業活動を継続していたが、2008年9月にレキットベンキーザー・ジャパンと業務提携を結んでいるアース製薬の発売に移行。2019年12月をもってアース製薬との販売提携が終了となり、2020年1月よりレキットベンキーザー・ジャパンの直販体制となる。
    - ビタミューズ
    - ハイミューズ
    - デオミューズ
    - ミューズホワイト

  - ハイソサエティルビー
  - ミツワ石鹸 - 1983年頃に復刻版が発売されたことがある。2007年、玉の肌石鹸に商標権譲渡。
  - ミツワソフト
  - ミクニ石鹸
  - フローラ石鹸
  - ディズニー石鹸
  - ウェーブ - 日本初のシャンプー。リンスも後に登場。
  - ラノリンシャンプー
  - ゼオラ歯磨
- 旭電化工業
  - アデカ石鹸
  - ノーブル石鹸
- 第一工業製薬
  - ゲンブシャンプー
  - ポアロン - 入浴剤。シャンプー、リンスも後に登場。
- 日本ヴィックス→P&Gヘルスケア
  - クレアラシル (ニキビ治療薬) - ブーツ・ヘルスケア・ジャパンに事業譲渡。なお、現在は、発売元はレキットベンキーザー・ジャパン、販売委託元はノエビア子会社のボナンザが担当している。

## 医薬品・医薬部外品
2002年に日本での事業から撤退。旧日本ヴィックスの製品については、P&Gプレステージを参照。
全てかつての製品
- コーラック (便秘薬) - 大正製薬に事業譲渡。
- ヴィックス コフドロップ (のど治療薬) - 大正製薬に事業譲渡。製造元は英国のトイレタリーメーカー・レキットベンキーザーのタイ現地子会社に委託。
- ヴィックス ヴェポラッブ (塗布風邪薬) - 大正製薬に事業譲渡。製造元はレキットベンキーザーのタイ現地子会社に委託。
- ヴィックス サイネックス (鼻炎薬)
- ヴィックス クールコート (鎮咳去痰薬) - クリーミーシロップタイプの鎮咳去痰薬。1989年頃に九州地区で限定販売。
- ヴィックス ヴァーパーバス (入浴剤) - ヴェポラッブの入浴剤版。1989年頃に九州地区で限定販売。
- ヴィックス 総合感冒薬 - カプセルタイプのかぜ薬。1995年頃に静岡・北陸地区で限定販売。
- ヴィックス 小児用かぜシロップ (小児用内服薬)
- ハボーン (カルシウム製剤) - 大正製薬のカルシックスへ継承。
- ミツワ肝油ドロップ - 戦後まもなく河合製薬に事業譲渡、同社のカワイ肝油ドロップへ継承。

## 紙製品
- 現在
  - パンパース (赤ちゃん用紙おむつ)
  - ウィスパー (女性用尿漏れケア製品) - 2019年10月に女性用の尿漏れケア製品としてブランドが復活した。1986年から2018年3月までは生理用ナプキンとして販売していた[4]。
- かつての製品
  - アテント (大人用紙おむつ) - 2007年9月1日付で大王製紙に事業譲渡した[5]。P&G時代はファブリーズ認定商品も開発されていた。事業譲渡後は大王製紙の「エリエール」ブランドを付して発売されている。またP&G時代に展開していた「がんばらない介護生活を考える会」へのサポートも同社が引き続き行なっている。
  - セルティナ (大人用軽失禁パッド) - 小さなパッドと専用下着で構成。
  - バウンティ (キッチンペーパー) - 2000年頃に地域限定でテスト販売。

## その他の製品
- 現在
  - ジレット (シェーバー)
  - ブラウン (電気製品) - 2013年1月1日付で調理器具および同製品のサポート業務をデロンギへ移管[6]。
  - デュラセル (電池)
- かつての製品
  - アイムス (ペットフード) - P&Gジャパンが輸入元、日本全薬工業が販売元となっていたが、2015年4月にマース ジャパンに売却された。
  - ユーカヌバ (ペットフード) -  2015年4月、マース ジャパンに売却。
  - プリングルズ (成形ポテトチップス) -  2012年6月、日本ケロッグに売却。
  - ヴィックス クール (のど飴) - 1985年-1989年頃、スーパー・コンビニ・駅売店限定で販売。
  - フォルジャーズ (レギュラーコーヒー) - 1996年に瀬戸内地域でテスト販売を開始するも、販売不振のため翌年撤退した。
  - プロキープ (ラップ型密着シート) - 2005年-2006年頃、愛知・岐阜・三重・静岡の一部でテスト販売。米GLAD社の「Press'n Seal」という製品の日本版(パッケージに「GLAD」のロゴあり)。